# Деліо Вентуротті
Деліо Вентуротті (італ. Delio Venturotti; 25 жовтня 1909, Кальто — 1 червня 2022, Флоріанополіс) — бразильський довгожитель італійського походження, вік якого був підтверджений Групою LongeviQuest (LQ). На момент смерті був 2-м найстарішим чоловіком після Хуана Вісенте Перес Мора. Він також був найстарішим живим чоловіком італійського походження, найстарішим живим в чоловіком Бразилії, а також найстарішим живим чоловіком європейського походження та найстарішим живим чоловіком емігрантом у світі. А також на момент смерті він був 28 найстарішою людиною серед чоловіків, його вік становив 112 років 219 днів.

## Біографія
Деліо Вентуротті народився у Кальто в провінції Ровіго, Венето, Італія 25 жовтня 1909 року. Його батьками були Луїс Вентуротті та Хоана Аррівабені-Вентуротті. Сім'я залишила Італію після того, як його батько, який був резервістом, почув від лейтенанта італійських збройних сил, що незабаром в Європі буде велика війна.
У віці трьох років Вентуротті разом з батьками та двома сестрами сів на корабель і вирушив до Бразилії, куди вони прибули після 18 днів плавання. Його батько 10 років жив у Бразилії підлітком, але повернувся до Італії. Після прибуття до Ріо-де-Жанейро, вони переправили інший корабель до Еспіриту-Санту, де він працював на плантаціях.
Пізніше Вентуротті почав працювати водієм. З 1940-х років до виходу на пенсію він працював у магазині тканин в Еспіріт-Санту.
У віці 36 років він одружився з Дульсиною Гамою Вентуротті (нар. 8 листопада 1921), яка все ще жива у квітні 2022 року у віці 100 років. У них було четверо дітей.
Після 53 років до Еспіриту-Санту Вентуротті переїхали до Сан-Паулу. Деліо та Дульчина прожили 29 років у Сан-Паулу, поки не переїхали до Флоріанополіса, штат Санта-Катаріна.
У грудні 2021 року він пожертвував велику суму на розповсюдження вакцин у регіоні Кампанія.
У віці 112 років він все ще міг ходити.
Вентуротті жив зі своєю 100-річною дружиною Дульчиною Гамою Вентуротті в Каріаносі, Флоріанополіс, Санта-Катаріна, Бразилія.
У травні 2022 року його госпіталізували через проблеми з серця.
Деліо Вентуротті помер 1 червня 2022, у віці 112 років 219 днів.

## Рекорди довгожителя
- 25 жовтня 2021 року Деліо Вентуротті відсвяткував 112-річчя.
- На момент смерті він був найстарішим чоловіком у Бразилії, чий вік повністю підтверджений.